# Фейнман, Гэри
Гэри М. Файнман (Фейнман) (Gary M. Feinman; род. 16 августа 1951) — американский археолог, проводил раскопки в Ламбитьеко (Мезоамерика); интересы включают археологию сложных обществ и доиндустриальную экономику. Доктор философии (1980), куратор Филдовского музея, адъюнкт-профессор Иллинойсского университета в Чикаго; прежде профессор Висконсинского университета в Мадисоне. Отмечен Presidential Recognition Award от Общества американской археологии (Society for American Archaeology).
Окончил Мичиганский университет с высшим отличием (бакалавр антропологии, 1972). Степень доктора философии по антропологии получил в Городском университете Нью-Йорка. Учился у Ричард Блантон. В 1974-76 гг. работал там же в CUNY, а в 1978—1982 гг. — в Университете штата Аризона. С 1983 г. ассистент-, с 1986 г. ассоциированный, в 1992—1999 гг. фул-профессор Висконсинского университета в Мадисоне. С 1999 года куратор Филдовского музея и с того же года адъюнкт-профессор Иллинойсского университета в Чикаго. Фелло Американской ассоциации содействия развитию науки (2005). Экс-соредактор Latin American Antiquity. Соредактор-основатель Journal of Archaeological Research.
Проводит раскопки в Ламбитьеко (Мезоамерика), а также исследования в восточной провинции Шаньдун. Публиковался в журналах Antiquity, American Journal of Archaeology.
Опубликовал более 15 книг и 200 научных работ.
Публикации: соредактор (совм. с Elizabeth Brumfiel) The Aztec World (2008); Archaeological Perspectives on Political Economies (University of Utah Press, 2004; соредактор); Ancient Oaxaca (Cambridge University Press, 1999); соредактор (совм. с Джойс Маркус) Archaic States (School of American Research Press, 1998) {Рец.: James C. Wright, Claude-François Baudez}. Соавтор (вместе с T. Douglas Price) выдержавших пять переизданий Images of the Past.